# Matrees
Matrees (en llatí Matreas, en grec antic Ματρέας) anomenat ὁ πλάνος o λαθπλάνος, el Mentider o l'Impostor, fou un escriptor grec autor de nombrosos enigmes, algun dels quals és esmentat per Ateneu i per Suides.
També va escriure una paròdia sobre els problemes d'Aristòtil, segons sembla pel títol de l'obra que dona Ateneu. Se l'ha confós sovint amb Matrees o Matró de Pitana.